# Рупия Датской Индии
Рупия Датской Индии (дат. Rupien af Dansk Indien) — денежная единица Датской Индии до 1845 года. В 1620 году Датская Ост-Индская компания приобрела первые колонии на полуострове, чем положила начало датской колонизации Индостана. Колонии Дании в Индии включали в себя Транкебар, Серампур и Никобарские острова. На территориях Датской Индии обращалась рупия, делившаяся на 8 фано, которые в свою очередь делились на 80 карш. Фано чеканились до 1818 года. В 1845 году Датская Индия стала частью Британской Индии, и местная датская рупия была заменена индийской рупией.